# Jeff Becerra
Jeffrey Benjamin Becerra Sr. (Richmond, 15 de junho de 1968) é um advogado e músico estadunidense, famoso por ser o vocalista da banda de death metal Possessed
Em 1989, ele ficou paraplégico após ser baleado em um assalto.